# Aberdare-Nationalpark
Der Aberdare-Nationalpark (auch Nyandarua-Nationalpark) liegt im Hochland des zentralen Kenias auf 2000 bis 3999 m Höhe über dem Meeresspiegel, etwa 100 km nördlich von Nairobi. Seinen offiziellen Namen erhielt der Nationalpark nach dem Entdecker der Region, Lord Aberdare, einem ehemaligen Präsidenten der Royal Geographical Society.

## Lage
Der Nationalpark hat eine Fläche von 766 km². Er liegt in der unmittelbaren Umgebung der Nyandaruaberge und besteht aus der Aberdare Range, einer Bergkette vulkanischen Ursprungs, die sich von Norden nach Süden erstreckt, sowie deren östlichen, dicht bewaldeten Vorgebirgen.

## Landschaft
Zwischen den beiden größten Erhebungen, Ol Donyo Lesatima (auch Ol Doinyo La Satima; 3999 m) und Kinangop (3906 m), verläuft auf einer Höhe von über 3000 m ein Sattel alpiner Heidelandschaft. Neben den hoch gelegenen Moorgebieten kommen Buschland und Bergwald einschließlich Bambus vor. Schluchten mit Bächen und Wasserfällen durchtrennen bewaldete Hänge im Osten und Westen. Es ist ein wichtiges Wassereinzugsgebiet für den Tana- und Athi-River.
Im Nationalpark kann man auf Safari gehen, sie muss aber geführt sein. Auch Camps und Lodges sind im Nationalpark vorhanden. Besondere Attraktionen des Parks sind die Wasserfälle Karuru, Gura, Chania und Magura.

## Klima
Das Wetter ist zum größten Teil des Jahres von Nebel und Regen geprägt. Häufig treten schwere Regenfälle, mit Niederschlagsmengen zwischen 1000 mm pro Jahr an den nordwestlichen Hängen sowie 3000 mm pro Jahr im Südosten, auf.

## Tierwelt
Die Tierwelt ist nicht besonders artenreich. Es gibt Bongos, Büffel, Busch- und Wasserböcke sowie Busch- und Riesenwaldschweine. Das Spitzmaulnashorn ist hier noch nicht völlig ausgerottet. Mit etwas Glück kann man auch schwarze Panther (schwarz gefärbte Leoparden) zu Gesicht bekommen.

### Elefanten
Die Elefanten auf der Höhe der Nyandaruaberge sind recht scheu. Sie nutzen die Bambus-, Baumheide- und sonstigen dichten Buschbestände als Deckung. Im Salient genannten Ostteil des Parkes, um die Lodges Treetops und The Ark herum, sind die Elefanten an Menschen gewöhnt. 1973 und 1976 sollen im Aberdare-Nationalpark 3000 Elefanten gelebt haben, 1987 waren es noch 2000 Tiere. Die Wilderei ist unter Kontrolle. Tiefe Gräben hindern die Elefanten am Verlassen des Parkes, da sie in den außerhalb gelegenen besiedelten und landwirtschaftlich genutzten Gebieten verfolgt werden würden.

## Geschichte
Die dunklen, feuchten Wälder des Gebiets dienten 1947–1956 als Unterschlupf für die Mau-Mau-Guerillabewegung.